# Чога (река, впадает в Рыбинское водохранилище)
Чога — река в России, протекает в Рыбинском районе Ярославской области. Впадает в Рыбинское водохранилище, до его строительства являлась левым притоком Шексны.
Исток реки находится в окрестностях деревни Шлыково, расположенной на дороге Рыбинск — Арефино. Река течёт в основном на запад, сначала около 2 км по лесной местности, здесь в неё впадает несколько ручьёв. Затем выходит на обжитое пространство, на правом берегу стоит деревня Киверники, затем на левом — Середнево и снова на правом — Морушкино. Затем, вновь в лесу, река пересекает шоссе Р104 Рыбинск — Пошехонье и впадает в Рыбинское водохранилище. Устье реки находится примерно в 3 км к северу от устья реки Харенец и в 2 км к югу от устья реки Волготня.